# Koktjubina
Koktjubina es un género de foraminífero bentónico de la Subfamilia Globivalvulininae, de la Familia Globivalvulinidae, de la Superfamilia Globivalvulinoidea, del Suborden Endothyrina, del Orden Endothyrida, de la Subclase Fusulinana y de la Clase Fusulinata. Su especie tipo es Spiroplectammina exotica.  Su rango cronoestratigráfico abarca desde el Viseense superior hasta el Serpujoviense (Carbonífero inferior).

## Discusión
Clasificaciones previas hubiesen incluido Koktjubina en la Subfamilia Biseriammininae, de la Familia Biseriamminidae, de la Superfamilia Palaeotextularioidea, del Suborden Fusulinina y del Orden Fusulinida. También ha sido incluido en la Subfamilia Koktjubininae de la Familia Koktjubinidae.

## Clasificación
Koktjubina incluye a las siguientes especies:
- Koktjubina atlantica †
- Koktjubina exotica †, también considerado como Spiroplectammina exotica
- Koktjubina grata †
- Koktjubina minima †, también considerado como Spiroplectammina minima
- Koktjubina venusta †
- Koktjubina windsorensis †